# Шукшинские дни на Алтае

Шукшинский фестиваль, лето 2009

Шукши́нские дни на Алтае — всероссийский фестиваль памяти писателя, кинорежиссёра, сценариста и актёра Василия Шукшина. Крупнейшее культурное событие в Алтайском крае.
Проходит с 1976 года в селе Сростки, а также в Бийске, Барнауле и других городах края. Проводится ежегодно летом, так чтобы заключительный день приходился на воскресенье, ближайшее к 25 июля − дню рождения В. М. Шукшина. Включает в себя различные литературные, кинематографические, театральные и иные культурные мероприятия.

## История
Через полтора года после смерти, в апреле 1976 года Василий Макарович Шукшин посмертно был удостоен Ленинской премии «за творческие достижения последних лет в киноискусстве». Тогда на его родине, в Алтайском крае возникла идея мероприятия, которое могло бы послужить увековечению памяти Шукшина, выразить признание его вклада в развитие литературного и кинематографического наследия России. Идея шукшинских чтений принадлежала заведующей Сростинской районной библиотекой Д. И. Фалеевой, заслуженному работнику культуры, заведующему отделом культуры Бийска А. Г. Андронову и доценту Бийского педагогического института Л. И. Муравинской. Начинание нашло поддержу со стороны Алтайской писательской организации и в итоге было утверждено постановлением Алтайского крайкома КПСС.
В первых чтениях приняли участие родственники В. М. Шукшина — мать Мария Сергеевна и сестра Наталья Макаровна, односельчане, поклонники творчества, представители партийных организаций Бийска и Бийского района. Выступали известный алтайский журналист, руководитель Алтайской студии телевидения Вадим Явинский, новосибирский поэт Леонид Чикин, артисты Алтайского краевого драматического театра и филармонии. Мероприятие проходило первоначально в Бийске, во дворце культуры местного химкомбината, где, по свидетельству журналиста, тысячеместный зал не смог вместить всех желающих. После официальной части желающие направились в село Сростки, на гору Пикет. Традиция завершать все официальные мероприятия на горе Пикет сохраняется и по настоящее время.
С первого же проведения Шукшинские чтения стали популярны и среди местных жителей, и стали привлекать и многочисленных гостей села, сразу же выйдя за рамки сугубо регионального мероприятия. Шукшинские чтения были широко освещены в прессе. В популярной газете «Алтайская правда» появляется специальная одноимённая рубрика рубрика. Все это способствовало росту популярности мероприятия. Уже в 1980 году на горе Пикет собралось несколько тысяч человек, в том числе приехавших издалека специально на «чтения», но точных подсчётов численности присутствовавших не проводилось. В 2014 году организаторы теперь уже «Шукшинских дней на Алтае» насчитали более 12 тысяч участников только на мероприятиях в Сростках.
В 1980 году чтения обрели официальный статус, ответственный секретарь Алтайской писательской организации Лев Квин объявил, что Шукшинские чтения в Алтайском крае будут проводиться ежегодно. Однако уже на следующий год никаких мероприятий официально не проводилось. Это, впрочем, не помешало стихийному паломничеству многочисленных желающих в Сростки к очередной годовщине со дня рождения Василия Макаровича. Люди приезжали в Сростки, шли в музей, на гору, гуляли по селу, отдыхали на берегу Катуни. В дальнейшем, в конце 1980-х — начале 1990-х в алтайской прессе развернулась полемика, о том, каким быть в дальнейшем Шукшинским чтениям, и нужны ли они вообще. Споры были вызваны заформализованностью и излишней помпезностью мероприятия. Опасения высказывала и участвовавшая в фестивале 1989 года сестра Шукшина Наталья Макаровна, тревожившаяся, как бы внимание к брату не превратилось в «шукшинскую моду». Однако история того, как даже при отсутствии официальной части, многочисленные желающие всё равно собирались и приезжали в музей, где праздник организовывался фактически стихийно, положила дискуссии конец.
В 1986 году праздник получил статус краевой акции «Шукшинские дни на Алтае», Шукшинские чтения стали литературной частью общего мероприятия. В 1999 году «Шукшинские дни» получили статус всероссийского фестиваля «Шукшинские дни на Алтае». В 2007 году в рамках фестиваля была учреждена Шукшинская литературная премия главы края, которая присуждается один раз в два года.
В 2020 году из-за пандемии коронавирусной инфекции все массовые мероприятия в Алтайском крае, в том числе и фестиваль «Шукшинские дни» были отменены. Лишь осенью прошёл кинофестиваль, показы фильмов на котором проводились в Барнауле на площадках под открытым небом, а церемонии открытия и закрытия проводились в онлайн формате.

## Программа
Программа мероприятий с годами расширялась, включая в себя собственно чтения, литературные конкурсы, песенные и театральные мероприятия, кинофестиваль, концертные программы, показы фильмов, научно-практические конференции, семинары, спортивные состязания и иные формы.
В 1979 году в ходе Шукшинских чтений на горе Пикет впервые была организована книжная торговля, которая в последующие годы стала для многих весомым мотивом для посещения мероприятия, так как книжная продукция была в дефиците. Продавались в том числе и произведения В. М. Шукшина.
В 1983 году в рамках «Шукшинских чтений» впервые прошёл праздник народного музыкального творчества. В 1996 году состоялось первое вручение литературной премии, её лауреатом стал алтайский писатель А. Родионов. В 1999 году впервые прошёл кинофестиваль, в котором традиционно принимают участие как известные, так и малоизвестные картины, посвящённые духовным поискам русского человека. С 2008 года кинофестиваль проходит под девизом «Нравственность есть Правда». В 2003 году в рамках Шукшинских дней прошёл фестиваль бардовской песни.

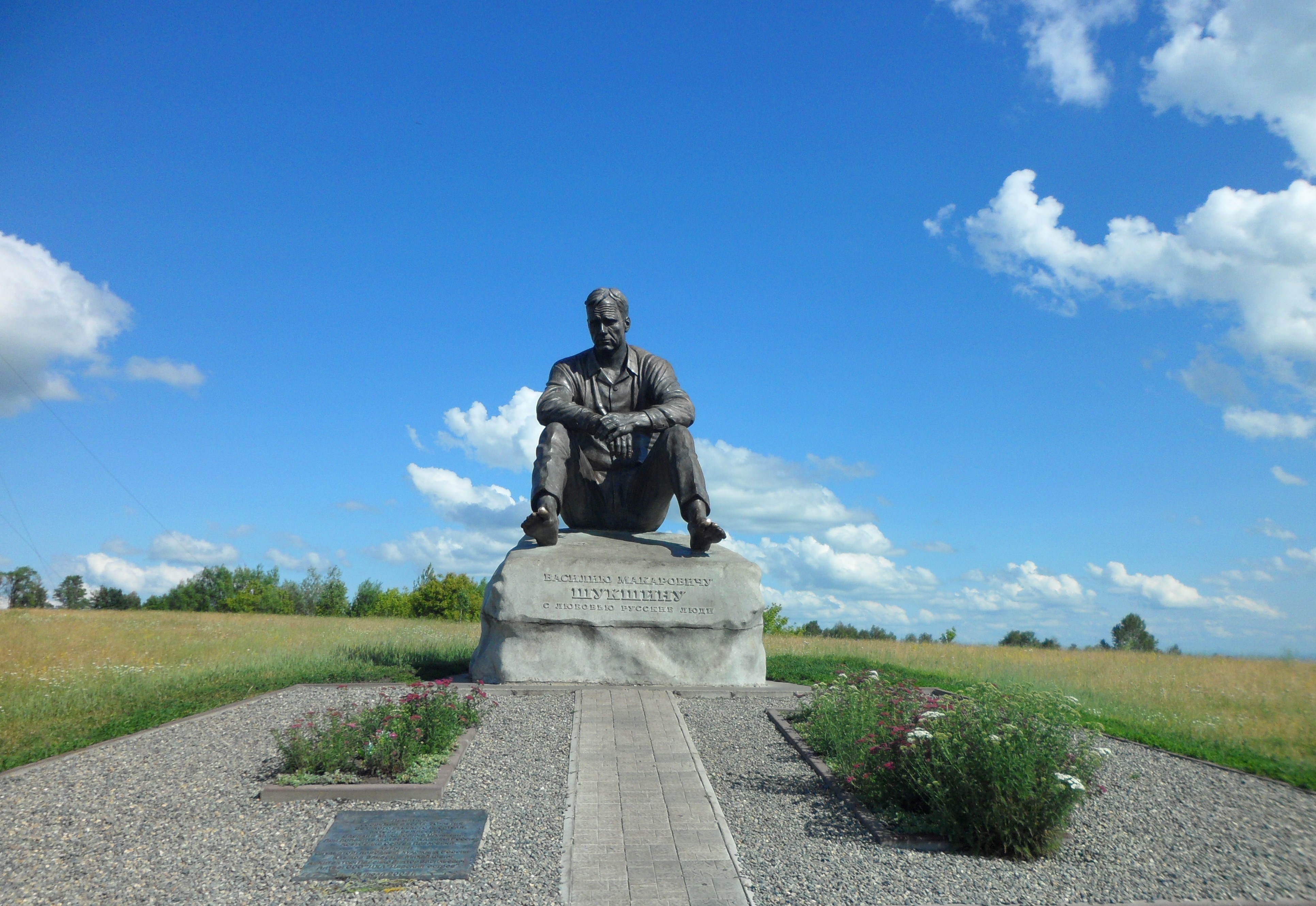
Памятник В. Шукшину на горе Пикет

25 июля 2004 года, к 75-летию Шукшина, на горе Пикет был открыт памятник писателю работы В. Клыкова. Памятник представляет собой сидящего Василия Шукшина, смотрящего вдаль, по образу героя фильма «Печки-лавочки».
В 2008 году «Шукшинские дни» объединяли уже 22 различных мероприятия. В 2010 году наибольший интерес прессы в программе фестиваля вызвали прошедшая выставка Владимира Раменского и песенный фестиваль, на котором выступило 30 музыкальных коллективов из 4-х регионов России, а также из Казахстана. В 2011 году состоялось открытие парка шукшинских героев — 15 (изначально было 19) деревянных скульптур разных авторов из разных городов России, показывающих героев рассказов и повестей В. М. Шукшина. В 2012 году в ходе «Шукшинских дней» прошёл фестиваль «Театральная околица», в котором приняли участие 4 профессиональных театральных коллектива, 12 чтецов из различных регионов России.
Хотя программа фестиваля из года в год меняется, существует ряд традиционных мероприятий, стабильно входящих в её состав. Помимо кинофестиваля, это «Литературный перекресток» — встреча писателей с их поклонниками и вручение Шукшинской литературной премии.

## Гости
В различные годы приглашёнными гостями «Шукшинских чтений» было множество популярных актёров, режиссёров, певцов и других известных людей, среди которых: Виктор Астафьев (1980), Валентин Распутин, Георгий Бурков (1987), Ольга Гобзева (1996), Лев Дуров, Георгий Жжёнов, Валерий Золотухин, Ольга Будина, Евгений Жариков, Наталья Гвоздикова, Анатолий Заболоцкий, (2005), Владимир Конкин (2006), Зинаида Кириенко, Наталья Бондарчук, Василий Мищенко (2007), Валентина Талызина, Аристарх Ливанов (2008), Владимир Толоконников, Алексей Петренко (2010), Николай Бурляев (2012) и многие другие. Частыми участниками фестиваля являлись Юрий и Ренита Григорьевы, Александр Панкратов-Чёрный, Валерий Золотухин, Михаил Евдокимов, Алексей Ванин, Ирина Линдт, Нина Усатова.
Посетителями фестиваля являются жители самых разных регионов России. Средствами массовой информации отмечены жители Новосибирской и Кемеровской области, Пермского края, Москвы, Северной Осетии, Республики Алтая, Иркутска, Тюмени, Тобольска и республики Казахстан. Для жителей Сростков участие в «Шукшинских днях на Алтае» стало одним из ежегодных обрядов.